# Cléopâtre (film, 1912)
Pour les articles homonymes, voir Cléopâtre (film) et Cléopâtre.
Pour plus de détails, voir Fiche technique et Distribution.
Cléopâtre (Cleopatra) est un film américain sorti en 1912.

## Fiche technique
- Titre original : Cleopatra
- Titre français : Cléopâtre
- Réalisation : Charles L. Gaskill
- Directeur de la photographie : Lucien Tainguy (non crédité)
- Société de production : The Helen Gardner Picture Players
- Pays de production :  États-Unis
- Langue : Anglais
- Format : Noir et blanc - Muet
- Genre : Drame, historique et biopic
- Durée : 1 heure 27 minutes
- Date de sortie : États-Unis : : 13 novembre 1912

## Distribution
- Helen Gardner : Cléopâtre
- Pearl Sindelar : Iras, servante de Cléopâtre
- Miss Fielding	: Charmian, servante
- Miss Robson : Octavia, femme de Marc-Antoine
- Helene Costello : Nicola, enfant
- Charles Sindelar : Marc-Antoine, triumvir et général
- Mr. Howard : Pharon, pêcheur et esclave grec